# 中华鹿藿
中华鹿藿（学名：Rhynchosia chinensis）为豆科鹿霍属下的一个种，又名蔨。